# Isaak August Dorner

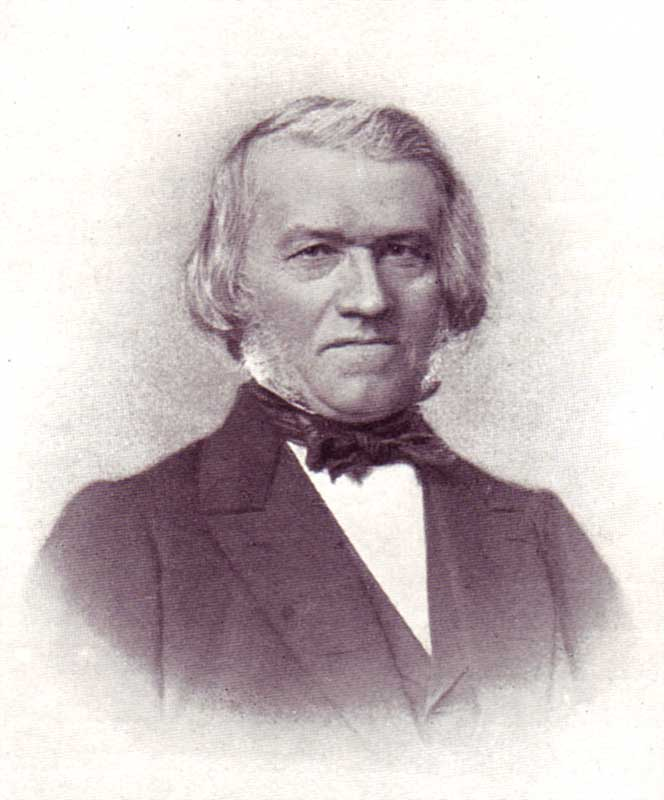
Isaak August Dorner

Isaak August Dorner (* 20. Juni 1809 in Neuhausen ob Eck; † 8. Juli 1884 in Wiesbaden) war ein deutscher protestantischer Theologe, Theologieprofessor in Tübingen, Kiel, Königsberg, Bonn, Göttingen und Berlin und einflussreicher evangelischer Kirchenpolitiker.

## Leben
Dorner, ein Sohn des Pfarrers Isaak (1765–1849), studierte seit 1829 an der Eberhard Karls Universität Tübingen Evangelische Theologie und Philosophie. 1834 wurde er Repetent und 1838 außerordentlicher Professor der Theologie in Tübingen, 1839 Professor an der Christian-Albrechts-Universität zu Kiel, 1843 an der Universität Königsberg, 1847 an der Universität Bonn, 1853 an der Georg-August-Universität Göttingen, endlich 1862 Oberkonsistorialrat und Professor für Systematische Theologie (bis 1883) an der Friedrich-Wilhelms-Universität in Berlin. Dort war er auch erster Ephorus des evangelisch-theologischen Konvikts Johanneum, das er intensiv betreute.
Schon in Königsberg war Dorner als Konsistorialrat auch kirchenpolitisch aktiv gewesen. Als Mitglied der Preußischen Generalsynode 1846 trat er für die preußische Union sowie für eine Reform der Kirchenverfassung ein. 1848 publizierte er einen Aufruf zur Trennung der Kirche vom Staat, die er nach den Umwälzungen der Märzrevolution für unvermeidbar hielt. Damit beeinflusste er die Gründung des deutschen evangelischen Kirchentages, an denen er sich intensiv beteiligte. Unter dem Präsidenten Emil Herrmann galt er als die theologische Autorität des Evangelischen Oberkirchenrat der Evangelischen Landeskirche in Preußen.
Sein Sohn August Johannes Dorner (1846–1920) wurde ebenfalls Theologieprofessor in Königsberg.

## Werke (Auswahl)
- Entwicklungsgeschichte der Lehre von der Person Christi. Stuttgart 1839
- Der Pietismus, insbesondere in Württemberg. Hamburg 1840
- Die Lehre von der Person Christi. 3 Bde. Stuttgart 1846–56
- Sendschreiben über Reform der evangelischen Landeskirchen im Zusammenhang mit der Herstellung einer evangelisch-deutschen Nationalkirche. 1848
- Über den theologischen Begriff der Union und sein Verhältnis zur Confession. 1856
- Über die richtige Fassung des dogmatischen Begriffs der Unveränderlichkeit Gottes. In: Jahrbücher für deutsche Theologie, Bd. 1, 1856, S. 361–416; Bd. 2, S. 440–500; Bd. 3, S. 579–660.
- Geschichte der protestantischen Theologie. München 1867
- System der christlichen Glaubenslehre. 2 Bde. Berlin 1879–81
- System der christlichen Sittenlehre. Berlin 1885